# Michal Kočer
| 63163 Jerusalem | 23 dicembre 2000 |

Michal Kočer (...) è un astronomo ceco.
Il Minor Planet Center gli accredita la scoperta di otto asteroidi, effettuate nel 2000, in parte in collaborazione con Miloš Tichý.